# Угочукву, Лесли
Лесли Чимуанья Угочукву (фр. Lesley Chimuanya Ugochukwu; родился 26 марта 2004) — французский футболист, полузащитник клуба «Челси», выступающий на правах аренды за клуб «Саутгемптон».

## Клубная карьера
Уроженец Ренна, Угочукву выступал за местные клубы «Ренн», «Норт-Уэст» и «Стад Ренн». 1 июля 2020 года подписал свой первый профессиональный контракт с клубом. 25 апреля 2021 года дебютировал в основном составе «Ренна» в матче французской Лиги 1 против «Дижона», выйдя на замену Стивену Нзонзи.В 2023 году перешел в  Челси за 27,5 миллионов Евро. Контракт рассчитан до 2030 года.

## Карьера в сборной
В 2021 году дебютировал за сборную Франции до 18 лет. В составе олимпийской сборной Франции стал серебряным призером Игр в Париже.